# 四胡
四胡，曾称为“提琴”，蒙古语称为“侯勒”、“胡兀尔”，是胡琴中的一种，因有四根琴弦而得名，为蒙古族极具代表性的独奏乐器。中国国家级非物质文化遗产之一。

## 历史
四胡源於中国北方奚部的奚琴。13世纪后在蒙古地区流传。在俺答汗时期（1507年—1581年）的宫廷壁画中也可见到四胡。元代曾进入宫廷乐队演奏，后来又流传到民间。在蒙古文著作《成吉思汗箴言》有“……您有抄儿（指马头琴）、胡兀尔的美妙乐奏” 的记载。清代康熙朝四胡曾被称为提琴，記載四胡曾經于宫廷演奏。中华人民共和国成立后，四胡艺术有所发展和提高。1960年代以来，先后出現大四胡、低音四胡、和声四胡和双筒四胡等弓弦乐器。1990年代初曾将四胡结构重新改革：使琴筒、琴杆在外侧相连，而非琴杆穿入琴筒，这种结构可增强四胡的音域和表现能力。
由于四胡主要用于说唱艺术的伴奏，而乌力格尔（说书）、五音大鼓、二夹弦等蒙古族艺术处境较差，四胡演奏也面临着失传的危险。

## 結構
主要部分有琴桿、琴軸、琴筒和琴弓。琴桿多由红木、紫檀木制作，琴筒多用木制作，呈八角形，也有六角形、圆形铜制琴筒，蒙以蟒皮或牛皮为面，细竹系马尾张丝线为琴弓。

## 演奏
四胡主要在内蒙古及外蒙古等蒙古文化地区流行，在东北三省部分地区也有流行。演奏者主要为蒙古族，达斡尔族、锡伯族、赫哲族、汉族等族人也有演奏。四胡按照高低音分为高音四胡、中音四胡和低音四胡三类。